# William Knox Martin
William Knox Martin est un pionnier américain de l’aviation,

## Biographie
William Knox Martin nait en 1894, à Salem, en Virginie. Il se marie avec Isabel Vieco en 1921. Ils auront 3 enfants, dont Knox Martin, peintre. William Knox Martin meurt en 1927 dans un accident automobile.

## Accomplissements aéronautiques
Il est à l’origine de la première compagnie aéropostale de Colombie, qu’il inaugure en traversant les Andes.